# Astragalus basineri
Astragalus basineri är en ärtväxtart som beskrevs av Ernst Rudolf von Trautvetter. Astragalus basineri ingår i släktet vedlar, och familjen ärtväxter. Inga underarter finns listade i Catalogue of Life.